# Bowser Jr.
Bowser Jr. (gehele naam: Prince Bowser Koopa Junior) is een personage uit de Mario-reeks van Nintendo.
Bowser Jr. is het lievelingetje van zijn vader en wordt in de toekomst zijn troonopvolger. Hij is zelf erg op zijn vader gesteld. Hij wil ook precies dezelfde dingen als Bowser. Bowser raakt ook nooit gefrustreerd als Bowser Jr. en de Koopalings falen, wat wel gebeurt als zijn andere handlangers falen.
In Super Mario Sunshine wordt Isle Delfino geteisterd door een crimineel die het hele eiland vol graffiti verft. De inwoners van Isle Delfino denken dat Mario erachter zit, maar het blijkt Shadow Mario te zijn. Na verloop van tijd komt Mario erachter dat Shadow Mario niemand minder dan Bowser Jr is. Na een lang gevecht met Mecha Bowser, onthult Bowser Jr. zijn echte identiteit.
In Super Mario Sunshine is Bowser Jr. ervan overtuigd dat Princess Peach zijn moeder is en dat zij is gekidnapt door de "slechte" Mario. Deze onzin is tegen hem verteld door zijn vader Bowser. Ondanks dat Mario de waarheid vertelt, blijft Bowser Jr. volhouden dat het tegengestelde waar is. Aan het einde van het spel vertelt Bowser hem dat Peach niet zijn moeder is, maar Bowser Jr. antwoordt dat hij het al wist, dit tot verbazing van zijn vader.
Bowser Jr. is de laatste jaren flink gegroeid. Ten tijde van Super Mario Sunshine was hij even groot als Mario, maar in Super Mario Galaxy is hij al groter dan Peach. Het is maar de vraag wanneer hij groot genoeg is om de plannen van zijn vader over te nemen.
Ook in New Super Mario Bros. en New Super Mario Bros. Wii verschijnt Bowser Jr. Daar wordt Peach niet door Bowser ontvoerd, maar Bowser Jr. doet het werk. In New Super Mario Bros. moet Mario hem in torens verslaan en in New Super Mario Bros. Wii moet Mario Bowser Jr. verslaan in het luchtschip. Daarin heeft Bowser Jr. Peach zitten en is van plan haar mee te nemen naar het kasteel van zijn vader, Bowser.
In diverse sportspellen is Bowser Jr. te selecteren als personage. Bijvoorbeeld in Mario Kart: Double Dash!!, Mario Power Tennis en Mario Kart Wii. Hij is een nieuwkomer in Mario en Sonic op de Olympische Winterspelen: Vancouver 2010.

## Spellen met Bowser Jr.
Series waar Bowser Jr. in voorkomt:
- Super Mario Sunshine (GameCube, 2002)
- Mario Kart: Double Dash!! (GameCube, 2003)
- Mario Power Tennis (GameCube, 2004)
- New Super Mario Bros. (DS, 2006)
- Super Mario Galaxy (Wii, 2007)
- Super Paper Mario (Wii, 2007)
- Mario Kart Wii (Wii, 2008)
- New Super Mario Bros. Wii (Wii, 2009)
- Mario & Sonic op de Olympische Winterspelen: Vancouver 2010 (DS, Wii, 2009)
- Mario & Sonic op de Olympische Spelen: Londen 2012 (Wii, 3DS, 2011)
- New Super Mario Bros. U (Wii U, 2012)
- Mario Party 9 (Wii, 2012)
- New Super Luigi U (Wii U, 2013)
- Mario Party: Island Tour (3DS, 2013)
- Super Smash Bros. for Wii U (Wii U, 2013)
- Super Smash Bros. for Nintendo 3DS (3DS, 2014)
- Mario & Sonic op de Olympische Winterspelen: Sotsji 2014 (Wii U, 2014)
- New Super Mario Bros. U + New Super Luigi U (Wii U, 2014)
- Super Smash Bros. GX (Xbox One, 2015)
- Mario & Luigi: Paper Jam Bros. (3DS, 2015)
- Mario & Sonic op de Olympische Spelen: Rio 2016 (3DS, Wii U, 2016)
- Mario Sports: SuperStars (3DS, 2017)
- Mario Kart 8 Deluxe (Switch, 2017)
- Mario + Rabbids Kingdom Battle (Switch, 2017)
- Mario Tennis Aces (Switch, 2018)
- Super Mario Party (Switch, 2018)
- Mario Golf: Super Rush (Switch, 2021)

## Trivia
- Bowser Jr. is niet hetzelfde als Baby Bowser, de jongere versie van Bowser. Ook Mini Bowser en Koopa Kid zijn iemand anders. Bowser Jr. is namelijk ouder dan beide Bowsers, behalve Koopa Kid.
- Naast Larry Koopa, Lemmy Koopa en Wendy O. Koopa is Bowser Jr. de jongste onder de Koopa Kids. Hij is wel de slimste en heeft een eigen Junior-Koopa-clown-capsule, waar hij zo dol op is dat hij hem gebruikt heeft in Super Smash Bros. voor Nintendo 3DS + Wii U.
- Bowser Jr. is ook niet een van de Koopalings.
- In Super Smash Bros. Brawl verschijnt Bowser Jr. als een trofee en in Super Smash Bros. voor Nintendo 3DS + Wii U is hij een vechter.
- Bowser Jr. is het enige kind van Bowser.[1]